# Lemnalia peristyla
Lemnalia peristyla is een zachte koraalsoort uit de familie Nephtheidae. De koraalsoort komt uit het geslacht Lemnalia. Lemnalia peristyla werd in 1900 voor het eerst wetenschappelijk beschreven door Bourne. 